# Fjällsjöarna (Vilhelmina socken, Lappland, 715656-152274)
Fjällsjöarna är en sjö i Vilhelmina kommun i Lappland och ingår i Ångermanälvens huvudavrinningsområde. Sjön har en area på 0,396 kvadratkilometer och ligger 674 meter över havet. Fjällsjöarna ligger i Blaikfjället Natura 2000-område. Sjön avvattnas av vattendraget Fjällbäcken.

## Delavrinningsområde
Fjällsjöarna ingår i det delavrinningsområde (715640-152221) som SMHI kallar för Utloppet av Fjällsjöarna. Medelhöjden är 679 meter över havet och ytan är 1,14 kvadratkilometer. Det finns inga avrinningsområden uppströms utan avrinningsområdet är högsta punkten. Fjällbäcken som avvattnar avrinningsområdet har biflödesordning 3, vilket innebär att vattnet flödar genom totalt 3 vattendrag innan det når havet efter 321 kilometer. Avrinningsområdet består mestadels av skog (15 procent) och sankmarker (50 procent). Avrinningsområdet har 0,4 kvadratkilometer vattenytor vilket ger det en sjöprocent på 35 procent.